# Noboru Sugimura
Noboru Sugimura (杉村 升?, Sugimura Noboru; 28 giugno 1948 – 25 febbraio 2005) è stato uno scrittore e sceneggiatore giapponese, noto per il suo lavoro sulle serie televisive Metal Heroes, Super Sentai e sulle serie videoludiche Resident Evil, Onimusha ed altre.

## Carriera
Sugimura aveva studiato con Ei Ogawa, uno dei principali scrittori della fiction televisiva giapponese Taiyō ni Hoero!, per la quale anche Sugimura fu ingaggiato nel 1975, lavorando per la prima volta nel ruolo di sceneggiatore. Dopo aver iniziato la propria attività, divenne lo sceneggiatore principale di Sukeban deka e della serie Metal Heroes, e in seguito concepì anche le sceneggiature per Seibu Keisatsu, Le nuove avventure di Lupin III, Hadaka no Taishō e Kamen Rider Black.
Grande fan del primo Resident Evil di Shinji Mikami, Sugimura entrò in Capcom quando si incontrò per la prima volta con Yoshiki Okamoto, durante lo sviluppo di Resident Evil 2. Inizialmente consultato solo per un periodo di prova, finì però per diventare lo sceneggiatore principale del gioco e scriverne la trama; insieme a Okamoto e altri due ha co-fondato poi il gruppo di sceneggiatori Capcom, noto come "Flagship", nell'aprile 1997 ed in seguito avrebbe lavorato su altri titoli della software house come Clock Tower 3, Dino Crisis 2 e i primi tre capitoli principali della serie Onimusha.
Sugimura morì nel 2005. Yoshiki Okamoto, che nel frattempo fondò Game Republic, ammise: «Era una persona estremamente energica, e ho sempre pensato che avrebbe vissuto molto più a lungo di me. [...] Gli avevo proposto di scrivere la sceneggiatura per un gioco in arrivo da Game Republic e non vedevo l'ora di lavorare ancora con lui».